# Samguk Yusa
Samguk Yusa (kor. 삼국유사, 三國遺事), Opowieści Trzech Królestw – zabytek koreańskiego piśmiennictwa z około 1289 roku, napisany klasyczną chińszczyzną przez buddyjskiego mnicha, mistrza sŏn, Iryŏna. Najstarsza zachowana kopia pochodzi z XVI wieku.
Jest to jedno z najważniejszych źródeł dla badań buddyzmu koreańskiego, historii Korei, koreańskiej literatury, folku i mitologii.
Ta 5-tomowa praca została opublikowana po śmierci mistrza Iryŏna w 1289 roku. Jest także jedynym jego dziełem, które zachowało się do dziś. Praca ta dotyczy głównie państwa Silla, co jest krytykowane.

## Struktura dzieła
Dzieło składa się z 9 rozdziałów i kilkudziesięciu sekcji.
- Tom pierwszy:

- Składa się z 2 rozdziałów i 36 sekcji.
- Rozdział pierwszy – „Kalendarz Królestw” (kor. Wangnyŏk 왕력): zawiera chronologię trzech królestw i Karaku.
- Rozdział drugi – „Cuda” (kor. Kii 기이): ukazuje rozwój i upadek innych krajów od ważnych wydarzeń dla królewskiej rodziny w Kojosŏn i Silli.

- Tom drugi:

- Składa się z 24 sekcji
- Prowadzi wydarzenia aż do króla Kyŏngsuna, Baekje i post-Baekje oraz „Zapiski o Karaku” (kor. Karakgukgi)

- Tom trzeci:

- Składa się z 2 rozdziałów o powstaniu buddyzmu
- Rozdział trzeci – (Hŭngbŏp 흥법) o pagodach i wyobrażeniach Buddy
- Rozdział czwarty – (T’apsang 탑상) zawiera 37 opowieści, dotyczących m.in. takich tematów jak wejście buddyzmu do Korei, historie o wielkich mistrzach i ich doświadczeniach.

- Tom czwarty:

- Rozdział piąty – dotyczy interpretacji (kor. „Ŭihae” 의해) 14 autobiografii wielkich mistrzów buddyjskich okresu Silli, takich jak m.in. Wŏngang, Chajang, Wŏnhyo i Ŭisang.

- Tom piąty:

- Składa się z 4 rozdziałów:
- Rozdział szósty – „Inkantacje” (kor. „Sinju” 신주), zawiera 3 doświadczenia buddyzmu ezoterycznego
- Rozdział siódmy – „Opowieści o Oddaniu” (kor. „Kamt'ŏng” 감통), zawiera 10 opowieści do dziwnych mnichach buddyjskich
- Rozdział ósmy – „Żywoty pustelników” (kor. „P’iŭn” 피은), zawiera 10 opowieści o dziwnych mnichach buddyjskich, którzy odrzucili bogactwo i sławę
- Rozdział dziewiąty – „Powinności dzieci wobec rodziców” (kor. „Hyosŏn” 효선); zawiera 5 opowieści o buddyjskim oddaniu rodzinnym i korzyściach z tego płynących

Iryŏn dopisał wiersz do każdej historii i umieścił go na jej końcu. W dziele tym autor umieścił także 14 ludowych piosenek koreańskich (kor. hyangga) oraz mityczne historie związane z Tangunem.
Dzieło to odegrało olbrzymią rolę w kształtowaniu się świadomości i patriotyzmu Koreańczyków, szczególnie dlatego, że ukazało się w okresie upadku i tragicznego okresu w historii Korei, związanego z najazdem Mongołów.